# Esercito islamico del Caucaso
L'Esercito islamico del Caucaso (in turco: Kafkas İslâm Ordusu) fu un esercito ottomano composto da soli turchi che, sul finire della prima guerra mondiale condusse l'ultima offensiva ottomana nel Caucaso arrivando a conquistare Baku, difesa da una forza di spedizione britannica (la Dunsterforce).

## La riconquista ottomana del Caucaso
Con il crollo dell'Impero zarista per effetto della Rivoluzione russa del 1917, all'inizio del 1918 i turchi si mossero per recuperare i vasti territori del sud della Russia che erano rimasti senza protezione militare, se non delle milizie armene e georgiane intenzionate a lottare per l'indipendenza e che erano andate ad occupare i principali nodi strategici fra Erevan, Van ed Erzincan.

Nonostante la mobilitazione, le forze armene nel Caucaso ammontavano a poche migliaia di uomini. L'offensiva della Terza Armata turca cominciò il 5 febbraio 1918, le forze ottomane avanzarono verso est attraverso il fronte fra Tirebolu e Bitlis. I territori persi contro i russi furono ripresi agli armeni. Trebisonda sul mar Nero fu ripresa il 25 febbraio, consentendo così di far arrivare rapidamente altri rinforzi via mare. Gli armeni provarono a resistere per tenere la città di Erzurum, ma il I Corpo Turco del Caucaso la conquistò il 12 marzo.

## Nascita e smembramento della Repubblica Transcaucasica

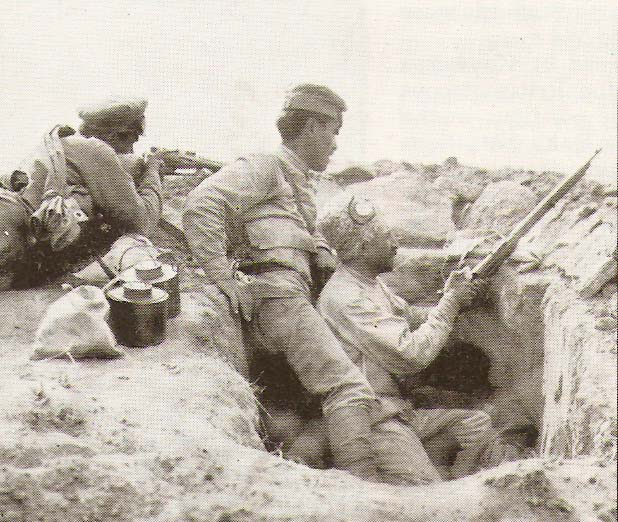
Difensori armeni durante la battaglia di Baku

Il 3 marzo il gran visir Talat Pascià firmò con la nuova repubblica sovietica russa il trattato di Brest-Litovsk, con il quale la Russia bolscevica cedeva agli ottomani anche ex territori russi comprendenti le città di Batumi, Kars e Ardahan, vale a dire i territori che erano stati annessi alla Russia dopo la guerra russo turca del 1877-78. Il trattato inoltre prevedeva l'istituzione dello stato indipendente della Transcaucasia composto da Armenia, Georgia ed Azerbaigian.

A Brest-Litovsk gli Ottomani si resero conto che la Germania aveva anch'essa delle mire sul Caucaso ed il Sud della Russia, regione in cui, secondo la visione strategica di Enver Pascià, la Turchia avrebbe dovuto espandersi. Fin dal marzo 1918 Enver Pascià aveva quindi ordinato la creazione di una nuova forza militare, chiamata l'Armata dell'Islam e composta di soli turchi senza nessun aiuto dagli alleati tedeschi.
Il 14 marzo 1918 cominciò quindi la nuova conferenza di pace di Trebisonda, alla quale parteciparono inviati dell'Impero Ottomano ed una delegazione della dieta della Transcaucasia . Enver Pascià offrì la rinuncia ottomana a tutte le pretese nel Caucaso in cambio del riconoscimento della riacquisizione delle province dell'Anatolia Orientale, come previsto dal Trattato di Brest-Litovsk. In aprile la delegazione della Transcaucasia accettò il trattato di Brest-Litovsk come base per i negoziati ed informò le autorità governative sulla necessità di accettare tale posizione. L'11 maggio si iniziò una nuova conferenza di pace a Batumi; durante la quale gli ottomani aumentarono fortemente le loro richieste, che includevano adesso anche Tbilisi, Alessandropoli ed Echmiadzin, in previsione della costruzione di una linea ferroviaria fra Kars e Julfa verso Baku. I membri georgiani ed armeni della delegazione della Transcaucasia iniziarono a temporeggiare, ma il 21 maggio l'armata ottomana riprese l'offensiva. La conferenza di pace fra ottomani e i governi della Transcaucasia con la mediazione tedesca si chiudeva quindi senza risultati il 24 maggio, ma questo provocò lo sfaldamento della federazione della Transcaucasia. 
Il 26 maggio la Georgia proclamava infatti la propria indipendenza, secondo le direttive della missione militare tedesca guidata All'annuncio della proclamazione della Repubblica Democratica di Georgia dichiararono la propria indipendenza anche la Repubblica Democratica dell'Azerbaigian e la Prima Repubblica di Armenia.
A giugno l'arrivo di truppe tedesche in Georgia diede puntualmente il via ad una crescente rivalità. Nonostante fossero alleati, di fatto turchi e germanici erano in aperta competizione nella corsa alle risorse della regione, in modo particolare i pozzi di petrolio di Baku, città allora governata da un Consiglio di bolscevichi sovietici della Comune di Baku.
Fin dall'inizio di giugno, l'armata ottomana comandata da Vehip Pascià aveva rinnovato la sua offensiva lungo la strada principale per Tbilisi, confrontandosi con una forza congiunta tedesco-georgiana. Il 10 giugno la Terza Armata aveva attaccato i giorgiani e preso molti prigionieri, provocando l'immediata reazione del governo tedesco che aveva minacciato di ritirare le proprie truppe ed il proprio supporto agli ottomani. Il governo ottomano fu costretto a cedere alle pressioni di Berlino e decise di sospendere l'avanzata in Georgia, riorientando la propria offensiva militare verso l'Azerbaijan e l'Iran.

## L'Esercito islamico del Caucaso
La visione strategica di Enver Pascià era molto più ambiziosa e l'obiettivo non era la semplice riconquista dei territori persi 40 anni prima, ma il rilancio dell'ideale panturco con il richiamo all'Islam quale via per motivare i combattenti. In estate, l'Armata dell'Islam non aveva ancor raggiunto gli effettivi richiesti e questa forza non aveva neanche la dimensione di un Corpo, comprendendo fra 14.000 e 25.000 uomini, tutti musulmani e di lingua turca. Nel mese di luglio Enver ordinò all'Armata dell'Islam di muovere verso Baku, dove il Soviet bolscevico era stato deposto dagli armeni ed aveva permesso l'arrivo di un corpo di spedizione britannico ad hoc. Questa nuova offensiva era contrastata dai tedeschi, in quanto tutta la Russia meridionale era considerata dalla Germania zona di conquista esclusiva. L'Esercito islamico del Caucaso, assistito da milizie azere, marciò verso la Repubblica Democratica dell'Azerbaigian e quindi su Baku difesa da armeni e britannici. L'attacco iniziò in agosto. Nel settembre del 1918, dopo una vittoriosa battaglia l'Esercito obbligò quindi la Dunsterforce britannica ad abbandonare la città ritirandosi via mare verso Enzeli sulla costa persiana del Caspio. Ripresa la città, gli azeri si vendicano della violenza etnica subita negli Eventi di Marzo, mentre l'Armata dell'Islam prosegue verso est la sua offensiva attraversano il Caspio. Il 30 ottobre la resa dell'Impero ottomano discioglie anche l'Esercito islamico del Caucaso.